# Erdberger Brücke
Die Erdberger Brücke überquert im Zuge der Stadtautobahn Südosttangente beim Knoten Wien Prater den Donaukanal in Wien und verbindet die Landstraße (3. Bezirk) mit der  Leopoldstadt (2. Bezirk).
Mit einer Spannweite von insgesamt 147 Meter und einer Breite von 42 Meter überquert sie zehnspurig den Donaukanal. Das Betontragwerk der Brücke ist in Form einer Schale errichtet („die Schalenbrücke - eine Betonskulptur“), die Fahrbahntafel liegt auf Zylinderschalen veränderlicher Dicke auf. 2015 / 2016 wurde die Brücke abgerissen und durch einen Neubau ersetzt.

## Lage

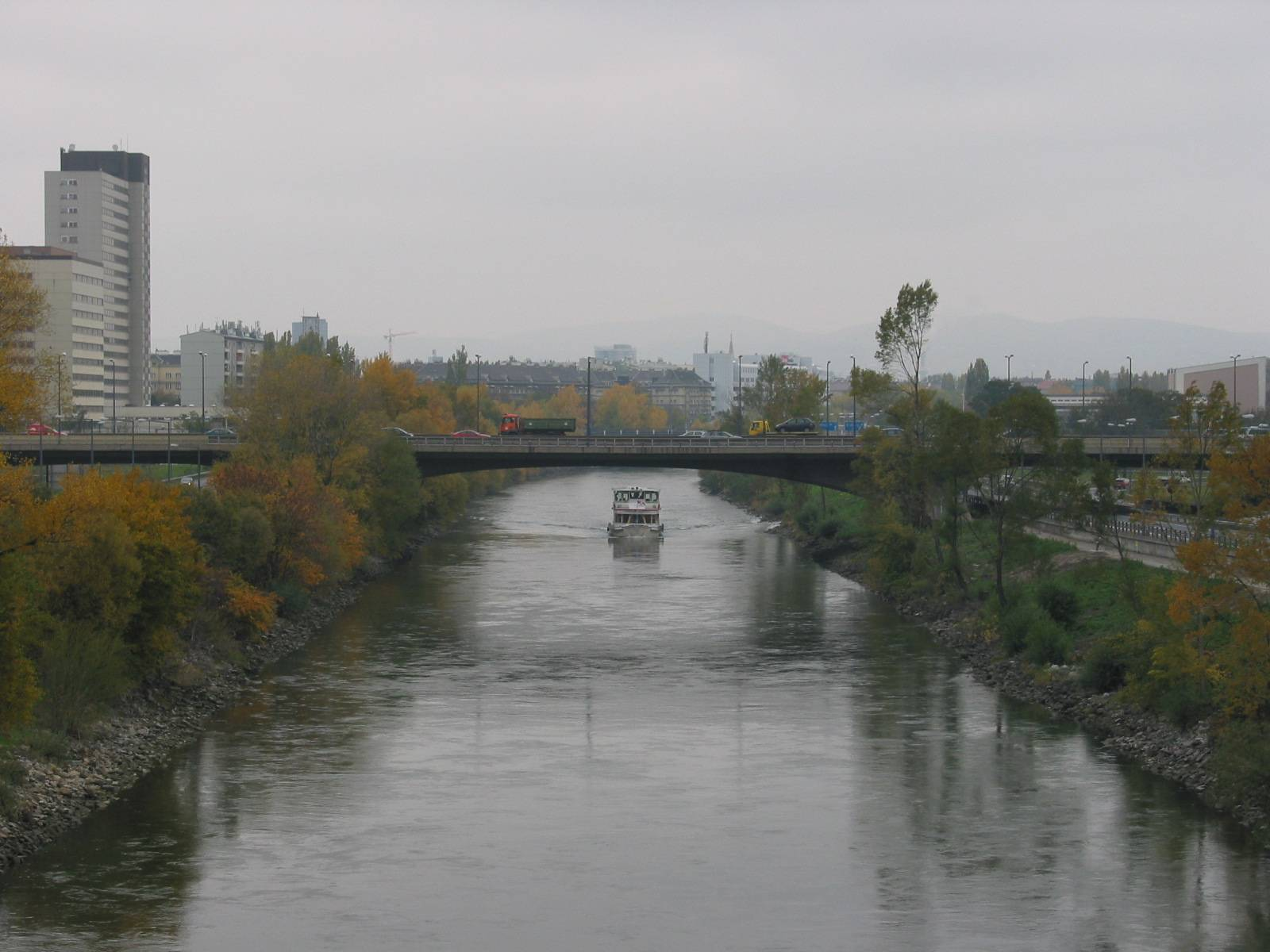
Erdberger Brücke

Die Erdberger Brücke ist Bestandteil des Verkehrsknotens Wien Prater der Autobahn Südosttangente Wien (A23) und der Ostautobahn (A4).
Die Brücke liegt in der Nähe des Verkehrsmuseums Remise, der Austro Control GmbH (früher Bundesamt für Zivilluftfahrt), der Flugverkehrkontrollzentrale, des Österreichischen Staatsarchivs, des Atominstituts der österreichischen Universitäten, des einzigen aktiven Kernreaktors der Republik Österreich, sowie des U-Bahn-Betriebsbahnhofs Erdberg.
Über die Brücke verläuft der Autoverkehr vom Süden Wiens in die Bezirke 21 und 22 jenseits der Donau. Auf- und Abfahrten der Brücke stellen entlang des Donaukanals flussaufwärts die Verbindung zum Stadtzentrum her, flussabwärts über die A4 die Verbindung zum Flughafen Wien und Richtung Bratislava und Budapest.

## 1969 bis heute
Erbaut wurde die Brücke in den Jahren 1969 bis 1971 nach Plänen des Ingenieurbüros Alfred Pauser durch die Firma Neue Baugesellschaft Auterried & Co. Am Standort befand sich bis dahin keine Brücke; die Tangente wurde vielmehr quer über die vom 20. und vom 2. Bezirk gebildete, langgestreckte Donauinsel und damit quer durch den grünen Prater gelegt; sie setzt sich in einer 1967–1970 ebenfalls neu errichteten Donaubrücke, der Praterbrücke, in den 22. Bezirk fort.
Die Südosttangente erwies sich später und bis heute als die meistbefahrene Straße Österreichs.
Am 20. Juli 2001 geriet die Erdberger Brücke auf kuriose Art in die Schlagzeilen: Ein illegal ausgesetzter und 76 Zentimeter langer Kaiman wurde nahe der Erdberger Brücke von der Wiener Berufsfeuerwehr eingefangen und dem Tiergarten Schönbrunn übergeben.
Im Zuge der Sanierung der Wiener Südosttangente wird die Erdberger Brücke 2015 / 2016 abgebrochen und durch einen Neubau ersetzt. Es wurde möglicher Denkmalschutz für die Brücke geprüft, da die spezielle Schalenbauweise als Pionierarbeit österreichischer Ingenieurskunst gilt und wegen ihrer eleganten Form von herausragender Bedeutung ist. Aus Sicht der zuständigen ASFINAG ist die Sanierung der derzeitigen Brücke aus technischen und finanziellen Gründen jedoch nicht sinnvoll. Im Jänner 2013 wurde die negative Entscheidung des Bundesdenkmalamts bezüglich Denkmalschutz bekannt, der Zustand der Brücke ist zu schlecht.
Die ASFINAG beschloss daher, nach dem Bau von zwei Ersatzbrücken 2014 und 2015 die Erdberger Brücke bis 2016 abzureißen und dort eine neue Brücke zu bauen. Die Ersatzbrücken sollen nach dem Neubau der Erdberger Brücke Teil des Knoten Praters bleiben, um die Verkehrsführung zu entflechten.
Bis Mai 2015 wurde die südliche Brücke abgerissen, wobei durch den Einsatz eines Spezialschiffes auf den Bau eines Gerüstes verzichtet werden konnte, und so die Bauzeit um einige Monate verkürzt werden konnte.
Ende August 2016 wurden die beiden neuen Brücken für den Verkehr freigegeben.

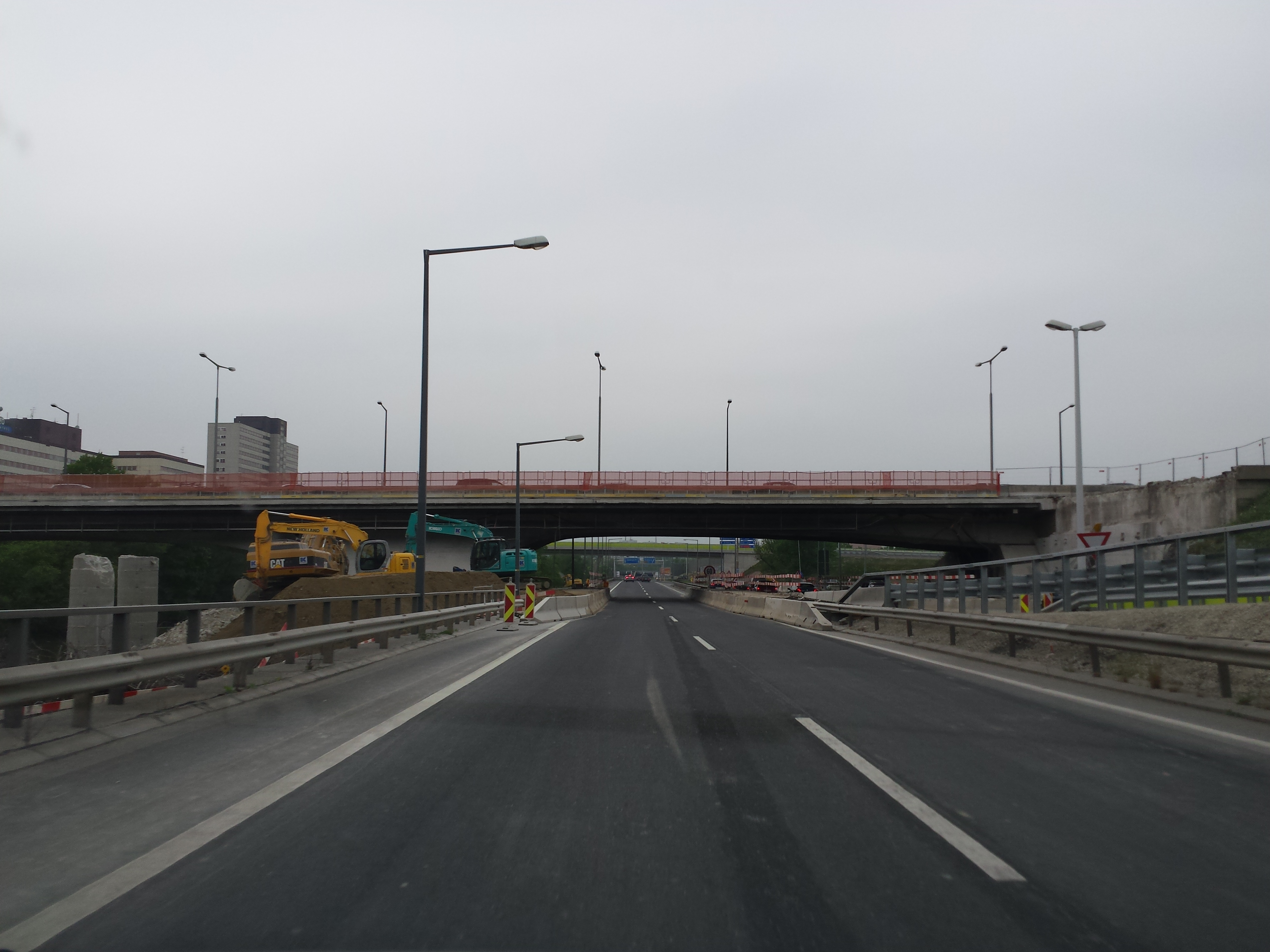
Abgerissene südliche Erdberger Brücke (Mai 2015)